# DREAMS COME TRUE GREATEST HITS "THE SOUL"
『DREAMS COME TRUE GREATEST HITS ”THE SOUL”』（ドリームズ・カム・トゥルー グレイテスト・ヒッツ ザ・ソウル）は、2000年2月14日にリリースされたDREAMS COME TRUEの初の公認ベストアルバムである。

## 概要
- 本作以前に発表されたベスト盤は当作品と同様にエピックレコードジャパンから発売の『BEST OF DREAMS COME TRUE』があるが、アーティスト公認のものではない[1]。そのため、前述のアーティスト非公認のベストアルバムの代替としてこのベストアルバムがリリースされ、DREAMS COME TRUE公認のベストアルバムとしては初の作品で、初の2枚組の作品でもある。
- ドリカムはデビュー以来、「ドリカムはどのアルバムもベストアルバムのつもりだから、いわゆるベストアルバムは必要ない」という趣旨の主張を繰り返していた。他方でもし然るべき機会が来たときは、ファンの意見も聞きながらしっかりとしたものを創りたいという意向を持っていたようである（『SWITCH』1999年5月号の吉田美和発言）。それだけに単純にシングル曲のみを集めて勝手に発売された前ベストアルバムへの拒否感は大きく、本作では事前にエピックへの前述の非公認のベストアルバム発売に対しての抗議と、ファンへのリサーチを行い、ファン投票によって選ばれた上位32曲を収録するというファン重視の作品となっている。ただし、上位32曲の「WINTER SONG」「雪のクリスマス」は同じ曲の英語版と日本語版のため上位にランクインした「WINTER SONG」を収録し、代わりに「A theme of the WONDERLAND」（ワンダーランドのテーマ）を収録した。
- 「Disc 1」の「晴れたらいいね」、「朝がまた来る」他、「Disc 2」の「LOVE LOVE LOVE」、「三日月」、「サンキュ.」等のシングル曲は、全てアルバムバージョンで収録している。
- 全曲に低音のクリアな音質を施したデジタル・リマスター音源で収録されている。
- CD盤のみプレイステーション用のゲーム『Dancing Stage feat. Dreams Come True』のアペンドディスクとしても使用でき、各ディスクにつき2曲プレイ可能な曲が存在する。
- MDでも同時発売された。(規格品番：ESYB7170/7171)
- 2009年3月21日発売のオリジナルアルバム「DO YOU DREAMS COME TRUE?」の初回限定盤Aには第2弾となる「DREAMS COME TRUE GREATEST HITS ”THE SOUL 2”」が付属される。本作同様投票により選ばれた上位曲を収録する。ちなみにこのベストアルバムは単体での発売はない。
- 2015年4月1日から3ヶ月間に渡って、「史上最強の移動遊園地 DREAMS COME TRUE WONDERLAND 2015」の開催を記念し、オリジナルジャケットをそのまま三方背スリーブ仕様に変更したスペシャルパッケージ版が期間限定出荷された。同じく、7月7日にオールタイム・ベストアルバム「DREAMS COME TRUE THE BEST! 私のドリカム」が発売された。

## チャート成績
- 本作の発売日が月曜日であったため、店頭の入荷が前週末となり集計期間の関係で初週売上が分散されて2000年2月21日付のオリコンチャートでは初登場2位[2]だったが、本来初ランクインするはずであった翌週2000年2月28日付で1位を獲得すると同時にミリオン達成した[3]。
- 本作で通算7作目のダブルミリオンを達成。2018年10月現在、200万枚超を記録したアルバムが最も多いのはDREAMS COME TRUEである[4]。
- TSUTAYAにおいて2017年9月時点で累計224万回以上がレンタルされ、同時点でTSUTAYAにおけるベスト盤のレンタル回数では歴代13位である[5]。

## 収録曲
●印の曲はdancing stageのアペンドディスクとしてディスクを挿入した時に対応している曲

### Disc 1
1. A theme of the WONDERLAND (1:43)
4年に1度のライブ「史上最強の移動遊園地 DREAMS COME TRUE WONDERLAND」のオープニングで必ず流れる曲。初音源化。
2. うれしい!たのしい!大好き!（’EVERLASTING’ VERSION）(4:19)
3rdシングル「うれしはずかし朝帰り」のカップリング曲のアルバムバージョン。
3. あの夏の花火 (4:47)●
5thアルバム『The Swinging Star』収録曲。
4. 決戦は金曜日（Version of ”THE DYNAMITES”）(5:36)
11thシングル「決戦は金曜日／太陽が見てる」の1曲目のアルバムバージョン。
5. 薬指の決心 (4:35)
4thアルバム『MILLION KISSES』収録曲。
6. 笑顔の行方（ORIGINAL VERSION）(4:23)
5thシングルのアルバムバージョン。
7. あはは (4:12)
22ndシングル。9thアルバム『SING OR DIE』からのリカットシングル。
8. 7月7日、晴れ (4:11)
8thアルバム『LOVE UNLIMITED∞』収録曲。
9. LAT.43°N 〜forty-three degrees north latitude〜 (6:00)●
4thシングル。
10. なんて恋したんだろ (4:15)
25thシングル。
11. Ring! Ring! Ring!（S･H･H VERSION）(4:31)
6thシングルのアルバムバージョン。
12. うれしはずかし朝帰り (4:21)
3rdシングル。
13. あなたにサラダ (3:49)
4thアルバム『MILLION KISSES』収録曲。
14. 晴れたらいいね (4:05)
12thシングルのアルバムバージョン。
15. よろこびのうた (4:28)
9thアルバム『SING OR DIE』収録曲。
16. 朝がまた来る (4:16)
24thシングル。アルバムバージョンで収録されている。

### Disc 2
1. LOVE LOVE LOVE (3:42)
18thシングル「LOVE LOVE LOVE／嵐が来る」の1曲目。アルバムバージョンで収録されている。
2. す　き 〜ALBUM VERSION〜 (3:37)
16thシングル「す　き／きづいてよ」の1曲目のアルバムバージョン。
3. 愛してる 愛してた (4:31)
6thアルバム『MAGIC』収録曲。
4. 悲しいKiss (5:50)
1stアルバム『DREAMS COME TRUE』収録曲。
5. 三日月 (4:13)
24thシングル「朝がまた来る」のカップリング。アルバムバージョンで収録されている。
6. WINTER SONG （”雪のクリスマス” WORLDWIDE VERSION）(4:44)
14thシングル。23rdシングルとして再発された。8thシングル「雪のクリスマス」の英語バージョン。
7. The signs of LOVE 〜ETERNITY ”DELICIOUS” Version+〜 (4:36)
17thシングル「サンキュ.」のカップリング曲「The signs of LOVE 〜ETERNITY "DELICIOUS" Version〜」のアルバムバージョン。
8. 未来予想図 (5:22)
4thアルバム『MILLION KISSES』収録曲。
9. 未来予想図ll (7:20)●
2ndアルバム『LOVE GOES ON…』収録曲。
10. 星空が映る海 (5:50)
2ndアルバム『LOVE GOES ON…』収録曲。
11. サンキュ. (3:42)●
17thシングル。アルバムバージョンで収録されている。
12. 琥珀の月 (4:08)
7thアルバム『DELICIOUS』収録曲。
13. LOVE GOES ON… (4:44)
2ndアルバム『LOVE GOES ON…』収録曲。
14. 眼鏡越しの空 (3:57)
5thアルバム『The Swinging Star』収録曲。
15. 時間旅行 (4:21)
3rdアルバム『WONDER 3』収録曲。
16. HAPPY HAPPY BIRTHDAY (1:14)
6thアルバム『MAGIC』収録曲。